# Белинский, Владимир Григорьевич
Влади́мир Григо́рьевич Бели́нский (род. 2 марта 1973) — российский дипломат. Чрезвычайный и полномочный посланник 1 класса (2024).

## Биография
Окончил Московский государственный лингвистический университет в 1995 году. Владеет испанским и английским языками. На дипломатической работе с 1995 года.
В 2011—2013 годах — начальник отдела в Латиноамериканском департаменте МИД России.
В 2013—2019 годах — советник-посланник посольства России в Перу.
В 2019—2024 годах — начальник отдела, заместитель директора Латиноамериканского департамента МИД России.
С 28 июня 2024 года — чрезвычайный и полномочный посол Российской Федерации в Чили.

## Дипломатический ранг
- Чрезвычайный и полномочный посланник 2 класса (10 февраля 2017)[2].
- Чрезвычайный и полномочный посланник 1 класса (27 декабря 2024)[3].

## Награды
- Медаль ордена «За заслуги перед Отечеством» II степени (14 июня 2022) — за большой вклад в реализацию внешнеполитического курса Российской Федерации и многолетнюю добросовестную дипломатическую службу[4].

## Семья
Женат, имеет двух взрослых дочерей.